# Queidersbach
Queidersbach település Németországban, Rajna-vidék-Pfalz tartományban. Lakosainak száma 2838 fő (2023. december 31.).

## Népesség
A település népességének változása:
| Lakosok száma | 2351 | 2806 | 2788 | 2809 | 2823 | 2838 |
|               | 1975 | 2017 | 2019 | 2021 | 2022 | 2023 |